# Chemins de fer d'Érythrée
Les chemins de fer Érythréens — Ferrovie Eritree — est la société qui exploite la seule ligne de chemin de fer du pays dont l'origine est due aux Italiens qui avaient pris possession de l'Érythrée en 1887 et après avoir conquis l'Éthiopie en 1935, ont complété cette ligne.

## Histoire

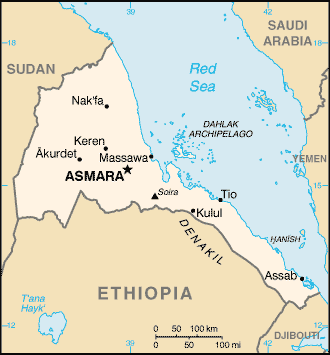
Carte de l'Erythrée

Le jeune État africain d'Érythrée, sur la côte de la Mer Rouge, est situé entre le Soudan et l'Éthiopie. Indépendant depuis 1993, il était auparavant une province éthiopienne et ne dispose que d'une seule ligne ferroviaire. Elle a été lentement reconstruite après les ravages causés par la longue Guerre d'Indépendance, à laquelle elle a, en partie, survécu. 
Cette ligne a été conçue et construite par des ingénieurs italiens en 1936, selon les normes italiennes et a été équipée de matériel en provenance directe d'Italie. La ligne fut conçue avec un écartement étroit de 950 mm, pour permettre la livraison d'équipements disponibles immédiatement en Italie. Cette largeur de voie est une norme italienne, inférieure de 50 mm à la dimension standard étroite européenne. 
La construction de la ligne avait commencé en 1887, sous l'impulsion italienne, de l'important port de Massaoua ouvert aux échanges internationaux, se dirigeant vers la capitale du pays, Asmara. La progression des travaux fut lente, à cause de la côte à gravir pour atteindre le plateau élevé de l'Érythrée intérieure et engendraient d'importants travaux de génie civil. La ligne a touché Asmara seulement en 1911. Elle est prolongée jusqu'à Keren en 1922 et atteindra Agat en 1925, Agordat en 1928, et finalement Bishia (ou Biscia en italien) en 1932, pour une longueur totale de 280 km. Bishia s'est avéré être le terminus, bien que les constructeurs aient eu l'ambition de se raccorder avec les chemins de fer du Soudan à Tessenai.

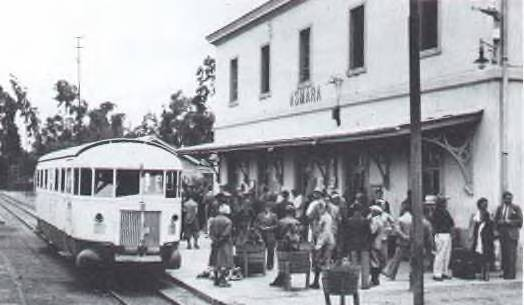
Gare d'Asmara 1938

En 1935, Benito Mussolini envahit l'Éthiopie et décide qu'une voie ferrée doit être construite entre Massaoua et Asmara pour absorber un trafic lourd intense. Créer la ligne de Massaoua vers Asmara était une entreprise hardie. La construction de la voie ferrée étroite nécessita la réalisation de 65 ponts et viaducs, y compris celui traversant le fleuve Obel avec 14 voûtes, 30 tunnels dont le plus long mesure 320 mètres. Le point le plus élevé sur le chemin de fer se situe à l'est d'Asmara et culmine à 2 394 m au-dessus du niveau de la mer. Destinée à transporter le matériel militaire italien sur le front Éthiopien, elle verra un trafic de 30 convois quotidiens, alors qu'en 1965 sur cette même ligne on transportait un demi-million de passagers par an et 200 000 tonnes de fret. Le trafic est allé en décroissant progressivement. La route moderne de Massaoua vers Asmara et les camions et autobus modernes dont pouvaient disposer les populations locales ont détourné le trafic ferroviaire vers le trafic routier. 
Jusqu'en 1941, le chemin de fer était géré par les Italiens, mais à la fin de la Seconde Guerre mondiale, ce sont les Anglais qui leur ont succédé et la voie d'Agordat à Bishia a été abandonnée. En 1944, les Anglais démantèlent également le téléphérique construit par les Italiens qui complétait le chemin de fer pour le transport entre Massaoua et Asmara. En 1953, l'Érythrée a été englobée dans l'Éthiopie au sein d'une fédération après le retrait britannique, donnant à l'Éthiopie un débouché maritime, mais sans tenir compte des rivalités historiques qui conduiront à 40 ans de guerre civile. Les années 1950 et 1960 furent de bonnes années pour le chemin de fer, mais les années 1970 ont vu le trafic ferroviaire chuter de plus en plus et il sera mis hors service alors que les troubles s'intensifiaient. En 1975, le chemin de fer a été détruit par le régime du Derg en Éthiopie. Une grande partie de l'infrastructure a été détruite par la suite, pendant les années de guerre, les matériaux et l'équipement étant récupérés pour la fortification des postes de combat des deux côtés.
Cette ligne est une véritable merveille par son tracé mais aussi parce qu'elle fonctionne toujours, au XXIe siècle, avec du matériel et des équipements qui remontent à avant la Seconde Guerre mondiale. Le matériel roulant actuel est toujours composé de fournitures italiennes remontant aux années 1930 comme les Fiat Littorina essence ALb 35, et de machines à vapeur encore plus anciennes, mais qui sont si robustes qu'elles peuvent encore s'affranchir de la déclivité de la voie étroite et sinueuse de montagne. C'est en grande partie grâce au tourisme que cette ligne a été maintenue en activité après l'indépendance du pays et la rénovation de la ligne au milieu des années 1990.

## Reconstruction

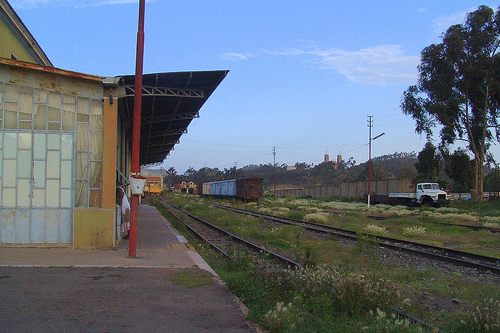
Gare d'Asmara de nos jours.

L'Érythrée a gagné son indépendance de l'Éthiopie en 1993, et c'est en 1994 que le Président érythréen a déclaré que la reconstruction du chemin de fer était une priorité pour la nouvelle nation. Pendant les années de guerre un esprit d'indépendance avait été développé, et les érythréens ont refusé les prêts étrangers. Au lieu de cela, ils ont décidé qu'ils reconstruiraient ce qu'on leur avait laissé avec leurs propres efforts. 
La reconstruction de la ligne a commencé par la remise en état des ateliers et la gare d'Asmara tandis qu'un travail similaire se faisait à Massaoua. La rénovation de la ligne principale a commencé de Massaoua vers l'ouest. Après plus de huit ans de travaux la plus grande partie de la ligne est reconstruite et rouverte vers 2006 entre la capitale et la côte. Le travail est allé plus lentement que prévu en raison des escarmouches continues à la frontière avec l'Éthiopie. En même temps, la restauration des locomotives a commencé ainsi que celle des matériels de transport restants après le conflit. Onze locomotives à vapeur ont survécu, et six ont été reconstruites. En outre, tous les autorails Fiat Littorina des années 1930 ont été restaurés et sont de nouveau en service. 
Beaucoup de wagons de marchandises et un certain nombre de voitures à voyageurs ont également survécu. Une partie du tracé de la ligne est actuellement utilisée pour le trafic local de banlieue de Massaoua. 
Il est évident que ce matériel ne saurait assurer un trafic lourd de fret ni un service cadencé de voyageurs. Il faudrait pour cela acheter du matériel plus récent et équiper la ligne de signalisation. Le pays n'est pas encore capable de financer de tels investissements.

## Matériel roulant

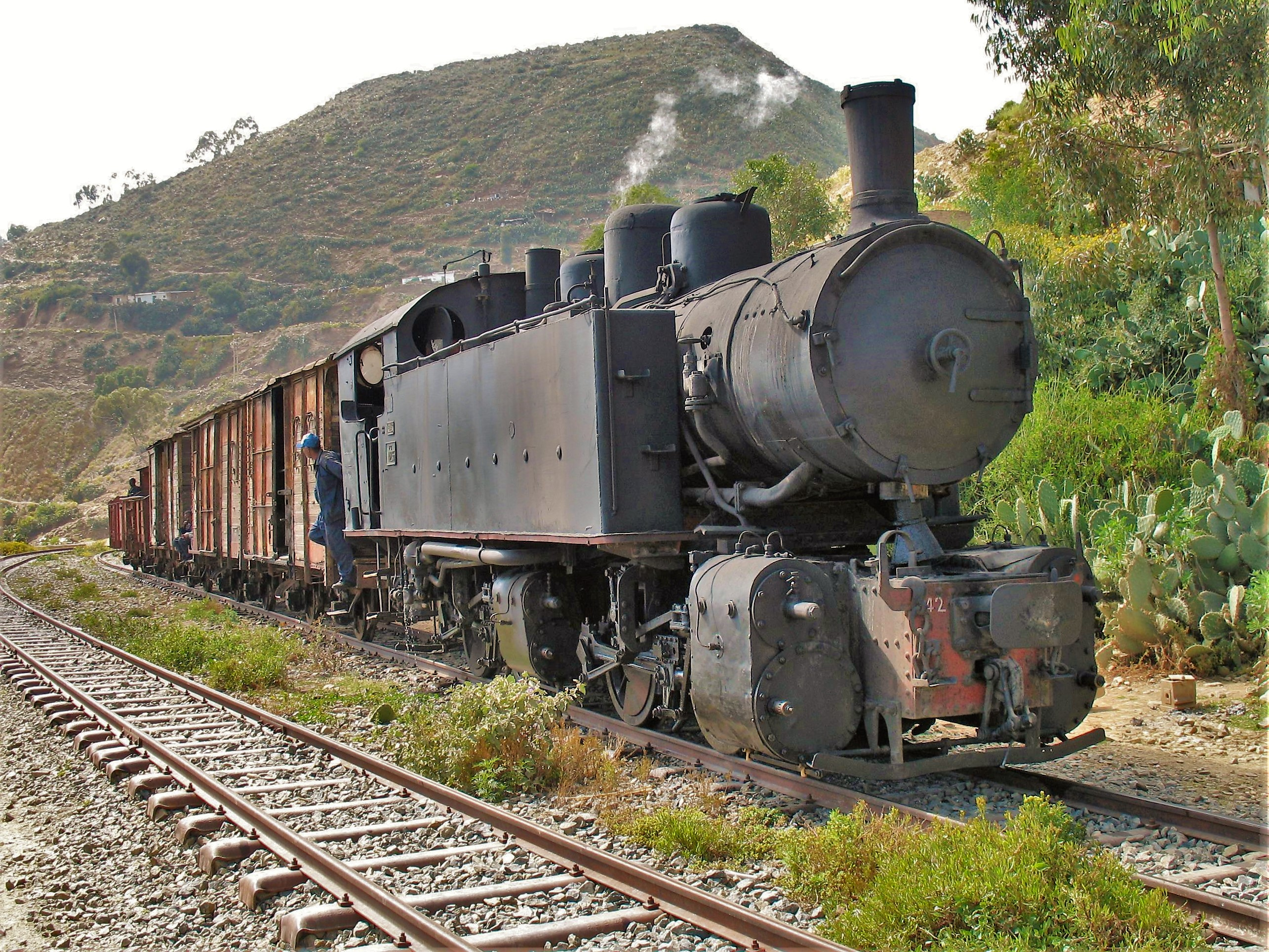
Locomotive à vapeur Ansaldo 442 de 1938. Utilisée en 2008 pour les convois de marchandises entre le port de Massawa et la capitale Asmara.

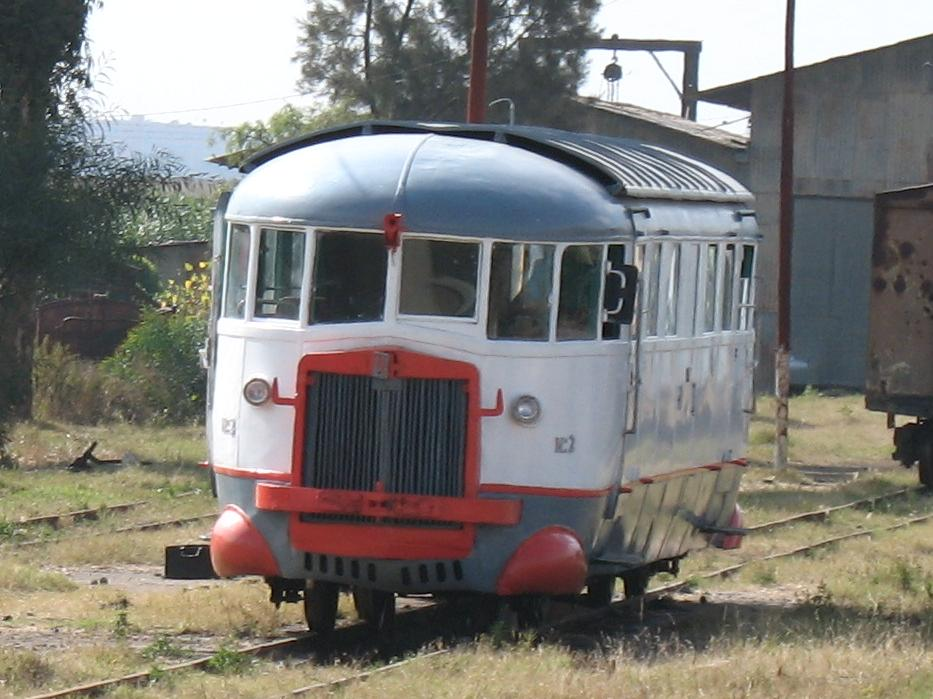
Une Fiat Littorina en gare d'Asmara

### Locomotives à vapeur
Trois types de locomotives à vapeur existent toujours ; 
- une série de 020
- deux séries de type Mallet 020-020 
  - Série 202 - Ces petites 020 sont des locomotives standard, construites entre 1927 et 1937 par la société italienne Breda C.F. à Milan. Elles ont des caisses à eau latérales et une soute à charbon arrière. Six engins sont actuellement en service, deux étaient en bon état de fonctionnement et quatre ont été restaurées.
  - Série 440 - Une de ces locomotives est en service au dépôt d'Asmara. C'est une locomotive 020-020 type Mallet, fabriquée en 1915 par la société italienne Ansaldo de Gênes.
  - Série 442 - Ce sont des locomotives 020-020 type Mallet beaucoup plus grosses, construites par Ansaldo en 1938 pour remplacer les premiers types, (séries 440 et 441), qui étaient des locomotives à simple expansion et qui pouvaient manquer un peu de puissance pour certains convois lourds circulant sur la ligne. Quatre d'entre elles existent et trois assurent un service normal. Ce sont les locomotives principales de la ligne de chemin de fer érythréen. Elles sont Compound pour tracter les longs convois de marchandises.

### Locomotives diesel
Le chemin de fer érythréen possède cinq locomotives diesel, qui sont en cours de restauration. Il a aussi acheté deux locomotives de conception allemande construites en 1957. Ces locomotives sont les plus puissantes du parc roulant et les seules construites après la Seconde Guerre mondiale.

### Autorails Fiat Littorina
Les modèles d'autorails Fiat Littorina présents en Érythrée sont au nombre de 11, conçus par Fiat Ferroviaria et dérivés des prototypes italiens de 1932 et du projet 004, les Fiat ALb 38, ALb 64 et ALb 80 de 1933. Pour l'Érythrée, les modèles font suite aux projets 011 pour l'A.60 et 025 pour les A.62-A.70. 
Dans la grande lignée des Littorina, Fiat a développé les versions africaines : le modèle 038 (ZZ AB) pour l’Éthiopie et le modèle 040 pour la Tripolitaine et la Cyrénaïque.